# سعد المطر
أو إيتا الفرس الأعظم Eta Pegasi اسمه التقليدي Matar مشتق من الاسم العربي. و هو نجم ثنائي في كوكبة الفرس الأعظم.
ينتمي سعد المطر إلى الفئة الطيفية G2II-III و يملك قدر ظاهري 3.1+ و يبعد 215 سنة ضوئية عن الأرض. أما رفيقه ينتمي إلى الفئة الطيفية F0V . ضياء النجم الرئيسي يصل إلأى 262 ضعف من ضياء الشمس. يحتمل أن يكون سعد المطر عبارة عن مجموعة رباعية النجوم حيث أن النجمين الآخرين ذو ضياء قليل.